# Radzieckie okręty podwodne typu K
Okręty podwodne typu K (serii XIV, projektu 41) – seria radzieckich dużych okrętów podwodnych z okresu II wojny światowej. Potocznie typ ten nazywano Katiusza (od rozwinięcia skrótu).

## Historia konstrukcji
W 1926 roku kierownictwo ZSRR podjęło decyzję o rozbudowie floty wojennej, w ramach tego programu zdecydowano również o rozbudowie floty okrętów podwodnych. Jednym z założeń tego programu była budowa dużych okrętów podwodnych, zdolnych do operowania na oceanach i silnie uzbrojonych, mogących walczyć przy użyciu uzbrojenia artyleryjskiego z lekkimi jednostkami eskortowymi. W ZSRR określano takie okręty „krążownikami podwodnymi” (kriejserskie łodki). Pierwszy projekt dużych okrętów podwodnych – typ P (Prawda, seria IV) okazał się jednak nieudany.
Prace projektowe nad nowym typem dużego okrętu podwodnego rozpoczęto w 1934 roku w sekcji podwodnego pływania Instytutu Naukowo-Badawczego Uzbrojenia i Budownictwa Okrętowego (NIWK), pod kierownictwem Michaiła Aleksiejewicza Rudnickiego. Powstał wtedy projekt okrętu oznaczonego jako KE-9 (skrót od nazwy ros. кресйерской ескадренной – „krążowniczy eskadrowy”; nazywano go też „krążownikiem Rudnickiego”). Projekt ten 15 kwietnia 1935 roku został zatwierdzony przez Radę Obrony i rozpoczęto pracę nad jego budową.
Projekt techniczny okrętu, który otrzymał ostatecznie oznaczenie K (prawdopodobnie od kriejserska – krążownicza) oraz numer serii XIV, został ukończony w 1936 roku i zamówiono wówczas trzy pierwsze jednostki tego typu. Budowę ich rozpoczęto w grudniu 1936 roku w stoczni im. André Marty (zakład nr 194) w Leningradzie. Następnie w latach 1937–1938 rozpoczęto budowę kolejnych okrętów tego typu, które budowane były w stoczniach Leningradu. Łącznie rozpoczęto budowę 12 okrętów podwodnych typu K.
Pierwszy gotowy okręt oznaczony K-1 wszedł do służby 26 maja 1940 roku. Jeszcze do czerwca 1941 do służby w radzieckiej marynarce wojennej weszło dalsze pięć okrętów tego typu (K-2, 3, 21, 22, 23). W związku z atakiem Niemiec na ZSRR budowa sześciu kolejnych została znacznie opóźniona, ostateczne pięć z nich zostało ukończonych w trakcie wojny (K-51, 52, 53, 55, 56). Jeden (K-54) został zezłomowany przed ukończeniem, już po zakończeniu II wojny światowej.

## Opis
Okręt miał dwa kadłuby: zewnętrzny lekki i wewnętrzny, naciskotrwały. Kadłub wewnętrzny był wykonany ze stali o grubości 18 – 22 mm, nitowany, podzielony na siedem przedziałów wodoszczelnych. Kadłub zewnętrzny (lekki) był spawany w celu zmniejszenia oporu. W związku z założeniem, że okręty tego typu mają pływać po oceanie i większość czasu spędzać na powierzchni wody, zapewniono im dużą dzielność morską, co uzyskano przez duże rozmiary i dużą rezerwę wyporności (szacowaną na około 40%). W okręcie tym podniesiono również dziób, co poprawiło własności morskie, zwłaszcza na wzburzonym morzu. Do napędu okrętu zastosowano dwa silniki spalinowe typu 9DKR do pływania na powierzchni, silnik pomocniczy typu 38K-8 służący do ładowania akumulatorów i pływania po powierzchni z prędkością krążowniczą oraz dwa silniki elektryczne służące do pływania pod wodą, które były zasilane z dwóch baterii akumulatorowych.
Uzbrojenie okrętu składało się z sześciu wewnętrznych wyrzutni torped kal. 533,4 mm umieszczonych na dziobie oraz dwóch wewnętrznych i dwóch zewnętrznych umieszczonych na rufie. Używano w nich torped typu 53-38 lub 53-39 kal. 533,4 mm, w przedziale dziobowym umieszczono 14 zapasowych torped. Okręt wyposażono również w miny typu EP, które specjalnie zaprojektowano dla tego typu okrętu. Tory minowe umieszczono w specjalnym zbiorniku w środkowej części kadłuba pod centralą dowodzenia, co było nowym rozwiązaniem. W zbiorniku tym można było również pomieścić balast lub dodatkowo około 100 t paliwa.

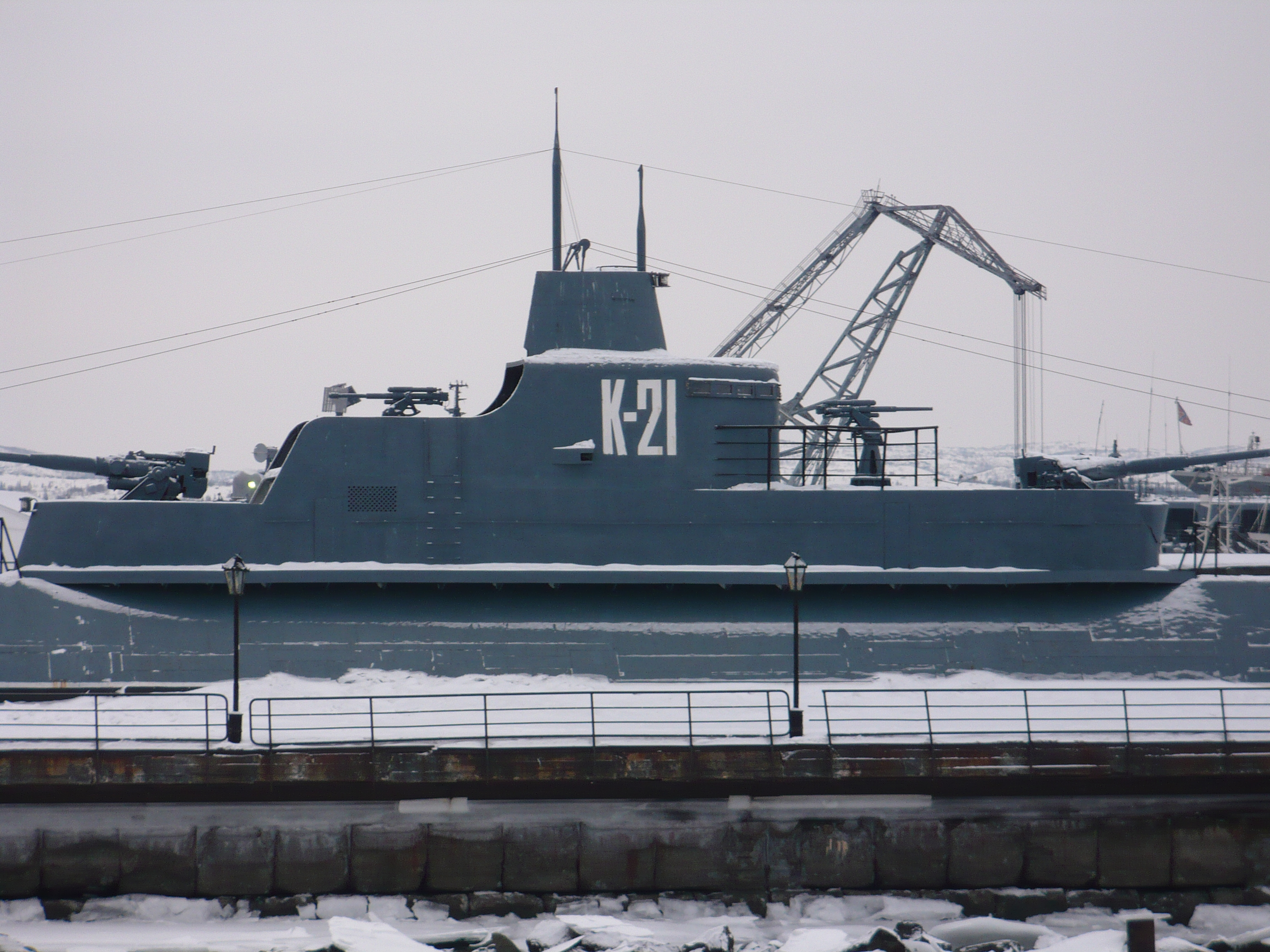
Kiosk okrętu K-21

Okręty typu K posiadały silne uzbrojenie artyleryjskie, które składało się z dwóch dział typu B-24 kal. 100 mm, przystosowanych do prowadzenia ognia przeciwlotniczego oraz dwóch półautomatycznych dział przeciwlotniczych typu 21-K kal. 45 mm. Działa te umieszczono z obu stron kiosku okrętu. Posiadał także dwa lub trzy karabiny maszynowe M-1 kal. 7,62 mm, które można było instalować na pomoście bojowym. Takie uzbrojenie artyleryjskie w założeniu miało pozwolić tym okrętom na atakowanie na powierzchni morza statków oraz walkę z lekkimi okrętami eskortowymi.
Okręty wyposażono także w szumonamiernik typu Mars-16, dwa peryskopy, dwa nadajniki typu Skat i Okuń oraz dwa odbiorniki typu Mietiel i Groza.
W trakcie służby okręty tego typu poddano modernizacji, wprowadzając na wyposażenie aparaty typu Sprut, pozwalające na utrzymanie pod wodą nieruchomego okrętu w równowadze. W 1943 wprowadzono zamiast szumonamiernika hydrolokator typu Drakon-29. W latach 1944–1945 niektóre jednostki otrzymały angielskie radary typu 291W.
Wadą typu, przewidzianego do działań oceanicznych, okazała się mała manewrowość z uwagi na duże rozmiary, szczególnie zauważalna na przybrzeżnych akwenach, gdzie ostatecznie okręty te zostały użyte. Poza tym, poszycie kadłuba lekkiego było za słabe, co powodowało jego łatwe uszkodzenia przy atakach na okręt i wycieki paliwa, demaskujące pozycję okrętu. Możliwość stawiania min zwiększała możliwości użycia okrętów, lecz niedopracowane urządzenie do ich stawiania często zawodziło (na okrętach Floty Bałtyckiej, komora minowa została zamieniona na zbiornik paliwa). Podczas prób K-1, na głębokość peryskopową okręt zanurzał się w ciągu 60 sekund, w czasie wojny zdołano zejść do czasu 45 s.

## Okręty
| Nazwa    | Stocznia | Położenie stępki,    | Wodowanie        | Wejście do służby | Los | Zmiany oznaczeń                                     |
| -------- | -------- | -------------------- | ---------------- | ----------------- | --- | --------------------------------------------------- |
| K-1 451  | nr 194   | 27 grudnia 1936      | 29 kwietnia 1938 | 26 maja 1940      | zatonął w październiku 1943, Arktyka |                                                     |
| K-2 452  | nr 194   | 27 grudnia 1936      | 29 kwietnia 1938 | 26 maja 1940      | zatonął we wrześniu 1942, Arktyka |                                                     |
| K-3 453  | nr 194   | 27 grudnia 1936      | 31 sierpnia 1938 | 15 maja 1940      | zatonął w marcu 1943, Arktyka |                                                     |
| K-21 108 | nr 196   | 10 grudnia 1937      | 14 sierpnia 1938 | 3 lutego 1941     | 24 lipca 1983 przekształcony w muzeum w Siewieromorsku | B-4 (1949) PZS-51 (1956) UTS-5 (1956)               |
| K-22 109 | nr 196   | 5 stycznia 1938      | 5 listopada 1938 | 4 sierpnia 1940   | zatonął w lutym 1943, Arktyka |                                                     |
| K-23 110 | nr 196   | 5 lutego 1938        | 28 kwietnia 1939 | 25 września 1940  | zatonął 28 kwietnia 1942, Arktyka |                                                     |
| K-51 454 | nr 194   | 26 lutego 1938       | 30 lipca 1939    | 17 listopada 1945 | skreślony z listy floty w latach 50 | B-5 (1949) PZC-24 (1956) ZAS-1 (1956) UTS-30 (1958) |
| K-52 455 | nr 194   | 26 lutego 1938       | 5 grudnia 1939   | 25 listopada 1942 | skreślony z listy floty w latach 50 | B-6 (1949) PZS-25 (1956) ZAS-2 (1956) UTS-31 (1958) |
| K-53 456 | nr 194   | 30 maja 1938         | 2 września 1939  | 19 września 1943  | skreślony z listy floty w latach 50 | B-7 (1949) PZS-53 (1956) UTS-7 (1958)               |
| K-54 288 | nr 189   | 30 kwietnia 1937     | 8 marca 1941     | -                 | nie został ukończony, kadłub zezłomowano w 1949 |                                                     |
| K-55 289 | nr 189   | 29 lutego 1937       | 7 lutego 1941    | 25 grudnia 1944   | zezłomowany w 1964 | B-8 (1949) PZS-52 (1954) ZAS-5 (1956) UTS-58 (1958) |
| K-56 290 | nr 189   | 17 października 1937 | 29 grudnia 1940  | 29 listopada 1942 | zatopiony 21 września 1955 podczas próby torpedy jądrowej T-5; podniesiony z dna i wyremontowany, ponownie zatopiony podczas testu jądrowego Nr 45 na Nowej Ziemi | B-9 (1949)                                          |

Stocznie:
- nr 189 – Stocznia im. Ordżonikidze, Leningrad
- nr 194 – Stocznia im. André Marty, Leningrad
- nr 196 – Zakłady Budowy Okrętów i Urządzeń (Sudomech), Leningrad

## Służba okrętów typuK

### Służba w II wojnie światowej
Okręty podwodne typu K w założeniu były budowane dla flot działających na oceanach: Floty Północnej stacjonującej w Murmańsku (okręty K-1, K-2 i K-3) i Floty Oceanu Spokojnego stacjonującej we Władywostoku (okręty K-21, K-22 i K-23). Także budowę kolejnych rozpoczęto z myślą o ich działaniach w ramach tych flot. Wojna z Niemcami wymusiła jednak zmianę tych planów.
Latem 1940 roku dwa pierwsze gotowe okręty K-1 i K-2 przeszły Kanałem Białomorskim do Arktyki i w sierpniu weszły w skład 1 Dywizjonu Brygady Okrętów Podwodnych Floty Północnej w Polarnoje, skąd prowadziły następnie działania bojowe.
Kolejne okręty K-22 i K-23, początkowo przeznaczone dla Floty Oceanu Spokojnego, włączono początkowo w skład 1 Brygady Okrętów Podwodnych Floty Bałtyckiej, stacjonującej w Leningradzie. W listopadzie 1940 roku okręty te wraz z kolejnymi K-3 i K-21 wcielono do Brygady Szkolnej Okrętów Podwodnych Floty Bałtyckiej, gdzie szkolono załogi tych okrętów.
Po niemieckim ataku na ZSRR w czerwcu 1941 roku okręty K-21 i K-23 skierowano do Floty Północnej, w sierpniu kolejne K-3 i K-22 udały się Kanałem Białomorskim na północ. Okręty te początkowo weszły w skład Szkolnego Dywizjonu Okrętów Podwodnych Floty Północnej w Archangielsku, a następnie od października 1941 roku do 1 Dywizjonu Brygady Okrętów Podwodnych Floty Północnej w Poljarnoje, w skład którego wchodziły już K-1 i K-2. Okręty te działały przez cały okres II wojny światowej w rejonie Arktyki.
Pozostały lub będące w budowie okręty (K-51, K-52, K-53, K-55 i K-56) włączono w system obrony Leningradu (w składzie Floty Bałtyckiej), gdzie służyły w obronie przeciwlotniczej. Dopiero od listopada 1944 roku rozpoczęły one patrole morskie na Bałtyku.
W toku II wojny światowej okręty podwodne typu K wykonały 62 patrole bojowe, w trakcie których postawiły 19 zagród minowych, zatopiły według danych radzieckich 22 statki o łącznym tonażu około 72000 BRT i 8 okrętów (7 eskortowców, 1 torpedowiec). Dane niemieckie potwierdzają jednak zatopienie tylko 9 statków („Fechenheim” – K-3, 12. 2. 1943; „Bessheim” – K-21, 21. 11. 1941; „Veidingen” – K-22, 9. 12. 1942; „Vaaland” - K-22, 19. 1. 1942; nieznany – K-23, 19. 1. 1942; „Hansa” – K-51, 24. 11. 1944; „Viborg” – K-51, 28. 1. 1945; „Margarete Cords” – K.-53, 17. 3. 1945; „Baltenland-2” – K-56, 29. 12. 1944).
5 lipca 1942 okręt K-21 dowodzony przez Nikołaja Łunina dokonał próby ataku torpedowego na pancernik „Tirpitz”, lecz niecelnie (w późniejszej radzieckiej propagandzie forsowano tezę o uszkodzeniu pancernika).
Utracono 4 okręty typu K: K-23 12 maja 1942, K-2 po 7 września 1942, K-22 po 7 lutego 1943 i K-3 po 14 marca 1943. K-23 został zatopiony w Oksafiordzie przez pomocnicze patrolowce Uj 1101, Uj 1109, Uj 1110 bombami głębinowymi, wcześniej okręt nawiązał bezskuteczną walkę artyleryjską na powierzchni z patrolowcami V 6107 i V 6108 osłaniającymi mały konwój. K-3 prawdopodobnie został zatopiony w rejonie Nordkapp 21 marca 1943 przez pomocnicze patrolowce Uj 1102, Uj 1106, Uj 1111. K-22 i K-2 być może zatonęły na minach.

### Służba po wojnie
Po zakończeniu II wojny światowej w służbie pozostawało 6 okrętów podwodnych typu K, z tego jeden w Arktyce, a pozostałe Bałtyku. W sierpniu 1948 roku okręty z Floty Bałtyckiej zostały skierowane do Arktyki (otrzymały wtedy nowe oznaczenie B od bolszaja – duża). Z tego, K-51 wrócił na Bałtyk w 1949 roku, a K-52 w 1956. W tym okresie okręty te służyły do szkolenia załóg; uważa się, że okręt K-21 w ramach szkolenia załóg jako pierwszy spośród radzieckich okrętów podwodnych wpłynął na wody zachodniego Atlantyku.

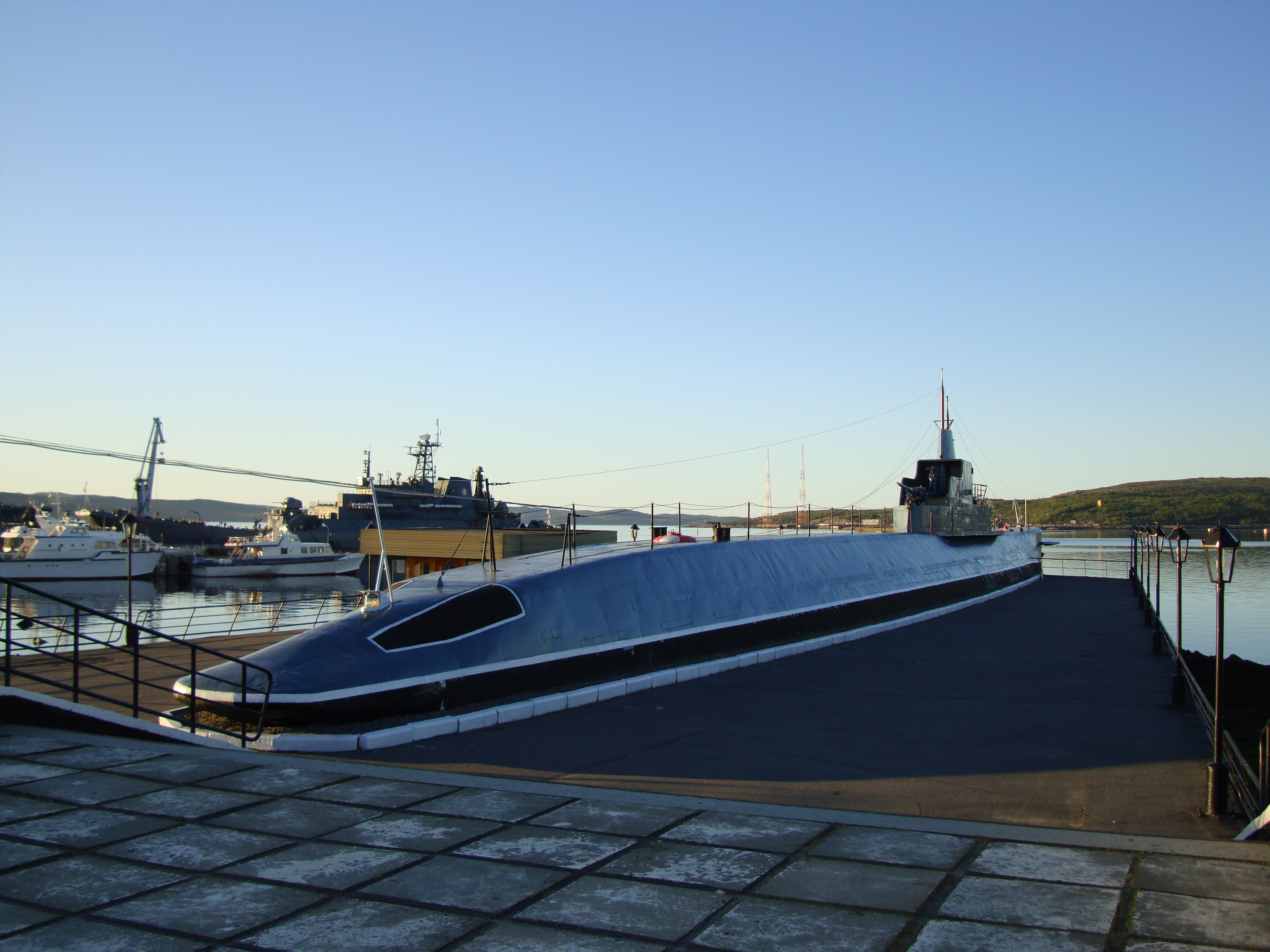
K-21 zachowany jako okręt-muzeum

Pod koniec lat pięćdziesiątych okręty typu K zaczęto wycofywać ze służby, początkowo zaczęto ich używać do prac eksperymentalnych z montowaniem wyrzutni rakietowych na okrętach podwodnych. Później zamieniono je na stacjonarne obiekty treningowe dla szkolenia załóg okrętów podwodnych. Część z nich później zezłomowano. K-52 istniał jeszcze do lat 80. jako obiekt szkolny.
W 1983 roku K-21 zamieniono na okręt-muzeum i ustawiono go w Siewieromorsku.

## Dane taktyczno-techniczne
- Wyporność:
  - w wynurzeniu
    - standardowa – 1465 t
    - normalna – ok. 1500 t
    - pełna – 1720 t

  - w zanurzeniu – 2095 t
- Wymiary:
  - długość:
    - na linii wodnej – ok. 94,00 m
    - całkowita – 97,65 m

  - szerokość największa: 7,41 m
  - zanurzenie:
    - normalne – 4,06 m
    - przy pełnym wyposażeniu – 4,51 m
- Napęd:
  - 2 silniki spalinowe, dwusuwowe, 9-cylindrowe typu 9DKR o mocy 4200 KM (3091 kW) (każdy)
  - silnik spalinowy, pomocniczy typu 38K-8 o mocy 800 KM (589 kW)
  - 2 silniki elektryczne o mocy 1200 KM (883 kW) (każdy)
- Prędkość:
  - nawodna:
    - krążownicza – 9,0 w
    - maksymalna – 21,1 w

  - podwodna:
    - ekonomiczna – 2,9 w
    - maksymalna – 10,3 w
- Zasięg:
  - nawodny – 14 040 Mm przy prędkości 9 węzłów w wynurzeniu; 2 900 Mm przy prędkości 21 węzłów
  - podwodny – 176 Mm przy prędkości 2,9 węzłów; 10 Mm przy prędkości 10 węzłów
  - zanurzenie:
    - operacyjne – 80 m
    - dopuszczalna – 100 m
- Uzbrojenie:
  - 10 stałych wyrzutni torped kalibru 533 mm: 6 na dziobie i 4 na rufie (zapas torped: 24 sztuki)
  - 20 min morskich kotwicznych EP
  - 2 działa uniwersalne typ B-24 kal. 100 mm, zapas pocisków – 200 na każde działo, kąt podniesienia - 45°
  - 2 działa przeciwlotnicze półautomatyczne, typ 21-K kal. 45 mm, zapas pocisków – 550 na każde działo
- Załoga:
  - podczas pokoju – 60 osób (w tym 10 oficerów)
  - w czasie wojny – 72 osoby (w tym 11 oficerów)
- Autonomiczność: 50 dni
- Wyposażenie:
  - szumonamiernik Mars-16 (do 1943), zastąpiony przez hydrolokator Drakon-129
  - radar typu 291W (od 1944)